# Giacinto Maria Cormier
Giacinto Maria Cormier (Orléans, 8 dicembre 1832 – Roma, 17 dicembre 1916) è stato un religioso francese dell'Ordine dei frati predicatori.

## Biografia
Cormier fu il 76º maestro generale dell'Ordine, esercitando le sue funzioni dal 1904 al 1916. Famoso per la qualità dei suoi ritiri spirituali e la forza della sua predicazione, fu Cormier a dare all'Istituto Angelicum la sua forma organizzativa attuale e il suo motto caritas veritatis (la carità della verità). 

## Il culto
Papa Giovanni Paolo II lo dichiarò beato il 20 novembre 1994. La sua festa si celebra il 21 maggio.